# فضاء الجداء الداخلي

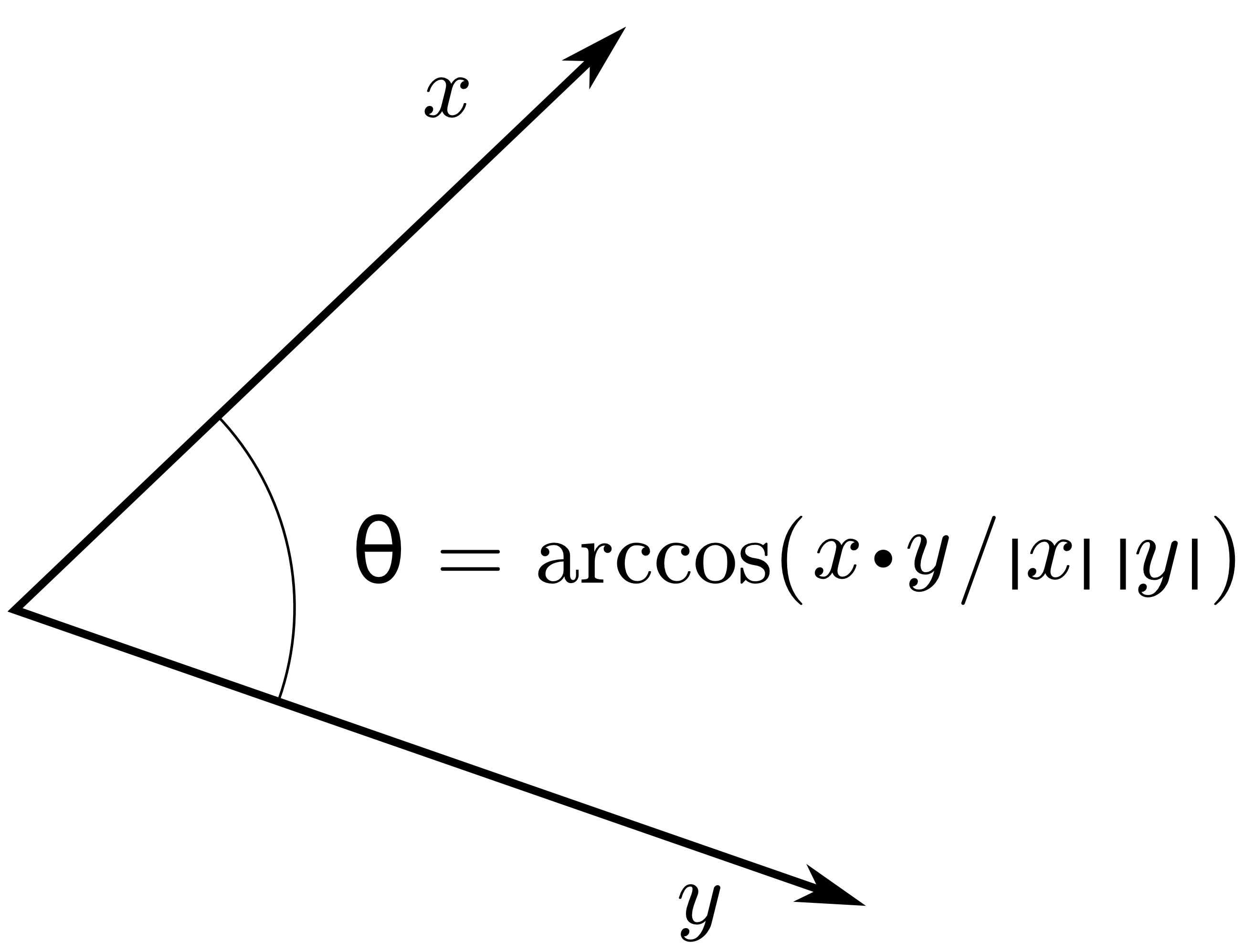
الشكل الهندسي للجداء الداخلي لمتجهتين.

في الجبر الخطي، فضاء الجداء الداخلي هو فضاء إتجاهي له بنية إضافية هي الجداء الداخلي، تعطي كل زوج من المتجهات في الفضاء قيمة سلمية تعرف باسم الجداء الداخلي للمتجهات. يعطي الجداء الداخلي معلومات عن خصائص هندسية مثل طول المتجهة، أو الزاوية بين متجهتين. كما يعطي وسيلة من أجل تعريف التعامد بين المتجهات وذلك عندما تكون قيمة الجداء الداخلي تساوي الصفر. فضاءات الجداء الداخلي تعمم للفضاءات الإقليدية (حيث الجداء الداخلي هو الجداء القياسي) إلى الفضاءات الاتجاهية ذات أبعاد معينة (قد تصل إلى عدد لا نهائي)، وهي تدرس في التحليل الدالي.
أحياناً يطلق على فضاء الجداء الداخلي اسم مـُـسـْـبـَـق فضاء هلبرت (بالإنجليزية: pre-Hilbert space)‏ وذلك لأن متمم هذا الفضاء إلى الفضاء المتري هو فضاء هلبرت.

## تعريف
في هذا المقال، حقل الكميات القياسية والذي يُرمز إليه ب {\displaystyle F} قد يكون إما 
حقل الأعداد الحقيقية {\displaystyle \mathbb {R} } وإما حقل الأعداد العقدية {\displaystyle \mathbb {C} }.
{\displaystyle \langle \cdot ,\cdot \rangle :V\times V\rightarrow F}

## أمثلة
- مثال بسيط هو الأعداد الحقيقية مع عملية الضرب الاعتيادية جداء داخليا:

{\displaystyle \langle x,y\rangle :=xy.}
وبصفة أكثر عموما، فضاء الإحداثيات الحقيقية {\displaystyle \mathbb {R} ^{n}} معرفا عليه الجداء القياسي، هو فضاء جداء داخلي.
{\displaystyle \langle (x_{1},\ldots ,x_{n}),(y_{1},\ldots ,y_{n})\rangle :=x^{\mathsf {T}}y=\sum _{i=1}^{n}x_{i}y_{i}=x_{1}y_{1}+\cdots +x_{n}y_{n},}
حيث xT منقولة مصفوفة ل x.

## وصلات خارجية
- فضاء الجداء الداخلي في شبكة الرياضيات رمز